# Royaume de Bretagne
Ne doit pas être confondu avec Royaume de l'île de Bretagne.
Pour les articles homonymes, voir Bretagne (homonymie).
849–907
Entités précédentes :
- Domnonée
- Royaume de Cornouaille
- Broërec
- Marche de Bretagne
- Cotentin
- Avranchin

Entités suivantes :
- Duché de Bretagne
- Duché de Normandie

Le royaume de Bretagne est une entité de l'histoire de la Bretagne qui trouve son origine dans la prise de pouvoir autonome de Nominoë. Le titre de roi de Bretagne est reconnu à son fils, Erispoë, par le roi de Francie occidentale Charles le Chauve. Le royaume connaît son apogée sous Salomon avant de sombrer dans une période de troubles due à la querelle de succession qui opposent les assassins de ce dernier, Gurwant et Pascweten. Le frère de Pascweten, Alain Ier, dit le Grand, sera le dernier à se voir reconnaître le titre de roi de Bretagne. Après sa mort en 907, les Vikings envahissent la Bretagne. Avec son petit-fils, Alain Barbetorte, s'ouvre la période dite du duché de Bretagne jusqu'à l'union de celui-ci à la France en 1532.

## Histoire du royaume de Bretagne
Ensemble de petites principautés jusqu'à la fin du VIIIe siècle, la Bretagne est envahie une première fois par l'armée franque au cours du règne de Pépin le Bref en 753. Ce dernier reprend la cité de Vannes aux Bretons. Sept autres expéditions sont lancées de 801 à 825 sur la Bretagne, avec plus ou moins de succès. 

### Nominoë
Afin de faire entrer la Bretagne dans l'aire d'influence de l'empire, Louis le Pieux nomme Nominoë, un noble breton, comte de Vannes et lui confie la charge de missus imperatoris, c'est-à-dire envoyé de l'empereur en Bretagne pour administrer la province en son nom.
À la mort de Louis le Pieux (840), profitant des incursions vikings et des nombreuses querelles dynastiques, les troupes bretonnes battent celles de Charles le Chauve, fils de Louis le Pieux, roi de Francie occidentale, au lieu-dit Ballon près de Redon, le 24 janvier 845. Sur ce site marécageux, les rapides cavaliers bretons empêchent la lourde infanterie franque de manœuvrer.
L'année suivante, un traité de paix est signé entre les deux belligérants. Ce document dont le contenu exact nous est inconnu fige la situation et permet à Nominoë de renforcer son autorité sur le territoire. Il s'emploie particulièrement à mettre en place une église bretonne et à remplacer les évêques francs lui étant hostiles par des hommes lui étant favorables.  
Selon la chronique de Nantes citée par Arthur de la Borderie, le pape aurait aussi reconnu à Nominoë sous le titre de duc le droit de porter une couronne d'or, et donc de se faire sacrer par l'« archevêque » de Dol. Toutefois cette affirmation semble peu fiable. 
L'année suivante, Nominoë passe à l'offensive. Il prend Rennes et Nantes, puis Angers. Toutefois son décès, le 7 mars 851, marque un coup d'arrêt dans l'offensive et voit le repli des Bretons sur leurs terres.
Même s'il en avait les prérogatives, il ne semble pas que Nominoë ait jamais porté le titre de roi.

### Erispoë
Le fils de Nominoë, Erispoë, lui succède. Le roi des Francs espère une revanche et passe à l'offensive, mais il est sévèrement défait par les troupes bretonnes le 22 août 851 à la bataille de Jengland. La débâcle est totale pour Charles qui s'enfuit à Angers en abandonnant ses troupes. Lors du pillage du camp par l'armée bretonne, Erispoë aurait prononcé ces paroles légendaires : « Doue zo en neñv ha tiern e Breizh » (en français : « il y a Dieu au ciel et un chef en Bretagne »). Le royaume de Bretagne devient alors un royaume subordonné comme il en existe dans l'empire franc. C'est un premier âge d'or pour le jeune royaume breton qui doit toutefois lutter contre les razzias vikings de plus en plus nombreuses. Une alliance politique afin de faire face au fléau est réalisée entre la Francie et la Bretagne, laquelle est scellée par un mariage en 856. Mais la politique d'Erispoë ne plaît pas à tout le monde. Il est assassiné l'année suivante par son cousin Salomon (857).

### Salomon
Après une période d'instabilité politique, Salomon parvient à s'imposer comme héritier légitime. Durant son règne, le royaume de Bretagne atteint son apogée. En effet, Salomon est un fin politicien. Il s'allie aux Danois afin de lutter contre les Francs. C'est ainsi qu'il pille Le Mans avec l'aide du chef viking Hasting. Charles le Chauve, qui projette une nouvelle expédition punitive sur les territoires bretons, se résout finalement à négocier, et cela à deux reprises, en 863 et 867. Par ces traités, la Bretagne obtient la totalité du Cotentin et du Maine. En 873, Salomon change une nouvelle fois de stratégie et s'allie à Charles afin de reprendre Angers aux Vikings. En détournant le cours de la Maine, les Bretons privent les Vikings de leur principale flotte. La ville est à prendre mais Charles préfère négocier.
L’Église bretonne, dont les principaux dignitaires finissent par disparaître, revient progressivement dans la sphère d'influence de l'église franque. Très puissant, Salomon se déplace entouré d'une cour importante et met en place une administration efficace. Cette puissance s'exprime notamment par les cadeaux qu'il fait aux autres souverains.
En 874, Salomon, saisi par le repentir, abandonne le pouvoir et se retire dans un monastère du Poher. Toutefois, il est rattrapé par ses ennemis qui le livrent aux Francs, lesquels lui crèvent les yeux. Son fils et héritier, Guigon, est vraisemblablement exécuté par les Francs. Frappé par sa fin tragique, le peuple breton en fait un martyr.

### Guerre de succession
Les assassins de Salomon ne tardent pas à se disputer le pouvoir, Pascweten, comte de Vannes, époux de Prostlon (la fille de Salomon), s'oppose à Gurwant, le gendre d'Erispoë. Le premier a de son côté le plus grand nombre de combattants et n'hésite pas à enrôler des mercenaires vikings. Au second, il reste le courage. Lors d'un premier affrontement, les rangs de Pascweten sont décimés, mais il revient rapidement avec une nouvelle armée. Gurwant, pourtant malade, remporte une nouvelle fois la victoire, mais meurt en 876, suivi de peu par son rival.

### Alain le Grand
À Pascweten, succède son frère Alain et à Gurwant, son fils Judicaël, petit fils d'Erispoë ; la guerre reprend entre les comtes de Vannes et de Rennes. En 877, le royaume de Francie occidentale est également déchiré par des guerres de succession. Les deux royaumes sont par conséquent des proies faciles pour les envahisseurs vikings.
Dix ans de lutte rapprochent les rivaux Alain et Judicaël qui s'unissent contre l'ennemi viking. Les Bretons remportent plusieurs victoires, parmi lesquelles celle de Questembert en 888. C'est au cours de cette bataille que Judicaël trouve la mort.
À partir de 890, Alain peut songer à reconstituer la monarchie bretonne, ce qu'il parvient à faire avant de mourir en 907. Il fut surnommé « le Grand » par ses contemporains.

### Incursions vikings
Gourmaëlon, comte de Cornouaille, tente de succéder à Alain le Grand mais disparaît vite dans la tourmente qui s'abat sur l'Ouest à partir de 919 : des raids submergent toutes les défenses. Pour la Bretagne, les heures sombres sont revenues. Après avoir colonisé la Normandie, les Vikings cherchent à faire de même avec la Bretagne et leur chef Ragenold fonde une principauté autour de Nantes. C'est le début d'une période de crise pour la Bretagne qui a perdu sa stabilité politique sous les coups de l'envahisseur viking. Les principaux monastères sont pillés et plusieurs Bretons choisissent l'exil dans l'île des origines : la Grande-Bretagne. Parmi eux, Mathuedoï, comte de Poher, gendre d'Alain le Grand, accompagné de son fils Alain. La Bretagne semble abandonnée de tous ; elle est même concédée officiellement par les Francs aux Vikings. Mais en 935, Jean, abbé de Landévennec revient afin de préparer la reconquête. Quelques mois plus tard, Alain Barbetorte, le fils de Mathuedoï, débarque en Bretagne.
Ce dernier écrase plusieurs troupes scandinaves à Dol et Saint-Brieuc, puis se rend maître de Nantes, centre de la puissance viking, en 937. Les succès se poursuivent et les Hommes du Nord se retranchent dans un camp fortifié à Trans. Pour en venir à bout, une armée de Bretons et de Francs, commandée par Alain Barbetorte, Juhel, comte de Rennes et Hugon, comte du Mans, se rassemble. Le 1er août 939, les Vikings sont battus, le camp est rasé et le péril viking définitivement écarté.
À la tête d'une Bretagne affaiblie, réduite aux frontières qui étaient siennes du temps de Nominoë, Alain Barbetorte ne peut prétendre au titre de roi et ne sera que duc. Il prête hommage à Louis IV, roi de France, en 942,. 
Pourtant, Alain III de Bretagne (+ 1040) sera encore nommé Rebrit (roue breizh = roi breton)
À l'origine, Dux désigne un chef d'armée puis de territoire ; mais, pour l'heure, la Bretagne participe encore aux luttes qui opposent les grands princes de Francie occidentale.